# 페이지 뷰
페이지 뷰 (Page View; PV)는 인터넷 웹사이트의 어느 한 페이지가 사용자의 요청에 따라 표시되는 것 혹은 이러한 요청의 수를 세는 단위(PV)를 뜻한다. 월드 와이드 웹 (World Wide Web)에서 한 페이지는 HTML과 같은 구조로 되어 있는 어느 다른 페이지에 의해 하이퍼링크로 연결되어 있으며 이 페이지는 웹 사용자가 선택하여 사용자 컴퓨터에 그 내용을 전송할 것을 요청한다.
이러한 페이지 뷰는 한 사이트의 사용자 행태를 분석하고 광고 등의 수익을 배분하기 위한 중요한 측정 요소이다. 수많은 웹 사용자들의 방문을 받는다면 이를 기반으로 광고의 효과를 측정할 수 있으며 이러한 측정이 객관적이고 믿을 만하다면 광고주로부터 요금을 부과하는 기준이 될 수 있다. 이러한 기준은 과거의 텔레비전 매체에서 주로 써왔던 방법인 시청률이 간접적인 통계적 샘플링에 기반한 것에 비해 직접적인 것이 장점이다. 하지만 가짜 사용자 문제나 긍정적인 노출이 아닌 것도 측정된다는 단점을 가지고 있다.

## 히트, 방문수, 순방문자
- 히트 (Hit)는 어느 한 파일이 어느 하나의 서버로부터 요청을 받는 것이라는 점에서 차이가 있다. 따라서 한 페이지 뷰에는 복수의 히트 수를 생기게 할 수 있다. 예를 들어 2개의 그림 파일을 가진 한 페이지라면 한 번의 방문으로 3번의 히트를 기록하게 되는 것이다.

- 방문수 (Visit)의 기록은 어떤 사용자, 때로는 봇 (Bot)이라고 불리는 자동 프로그램이 웹사이트를 방문할 때 발생한다. 한 번의 방문은 여러 번의 페이지뷰와 히트를 발생시킬 수 있으며 한 명의 방문자는 여러 번의 방문 기록을 만들 수 있다.

- 순방문자 (Unique Visitor)는 한 명의 방문자가 여러 번의 방문기록을 남기기 때문에 순수한 통계를 잡기 위한 개념이다. 방문자는 방문할 때 자신의 컴퓨터에 기록되는 쿠키를 남기는 것에 동의함으로써 나중에 방문할 때에 이 방문이 사람이 방문한 것임을 확인하고 기록에 남게 된다. 만약 쿠키가 남지 않는 경우 접속 IP를 기록하게 된다. 이러한 방법을 통해 순수 사용자의 방문 수를 추적하고 기록하게 된다. 보통은 24시간 안에 일어난 여러 번의 방문은 하나로 처리하거나 특정 시간 간격, 예를 들어 10분 안에 여러 번의 방문을 하나로 하는 방법을 채택하여 재방문 여부를 결정한다.

이러한 기록들은 서버나 웹페이지에 심어 둔 코드에 의해 로그에 기록된다. 이 로그의 기록은 마케팅이나 사용자 경험 디자인 전략 수립을 위한 중요한 기초 자료가 된다.

## 한국 포털 사이트 사례
UCC 동영상 사이트 판도라 TV의 경우 2007년 2월 현재 주간 2억 8천만 PV으로 순방문자수 하루 160만 명, 하루 42백만 PV라고 한다. 네이트의 경우는 하루 평균 518만1천PV에 방문자수 1130만6천명이라고 하며 시장 1위 업체인 네이버는 하루 평균 8억6천만 건의 PV와 방문자수 1천3백만 명으로 전체 시장의 약 70%를 차지하고 있다. 네이버와 같은 한국의 포털 사이트들은 주로 (내부)검색, 광고를 비롯한 뉴스, 게임에서 주로 수익을 올리는데, 40% 가까이가 바로 페이지 뷰와 직접 관련이 있는 검색 및 광고 부분에서 매출을 올리고 있다.

## 비판
페이지뷰는 웹 사용자 대중의 선호와 실제 노출, 그리고 긍정적인 사용자 경험을 측정하는 데에는 올바르지 못하다는 비판이 있다. 특히 웹 2.0 시대에 페이지 뷰는 어느 한 페이지 전체에 대한 측정만 함으로써 위젯 엔진과 같은 마우스 클릭에 의하지 않는 새로운 웹의 형태에는 더 이상 맞지 않는다. 또한 일부 웹사이트에서 일부러 사용자를 원하는 페이지에 도달하는 단계를 조절함으로써 페이지뷰를 늘리고 이를 통해 수익을 늘리는 반사용성 디자인을 조장한다는 비판이 있다. 또한 최근 사용자 그룹들이 자의로 어떤 특정한 검색어를 부각시키기 위하여 협동하여 검색어 순위에 영향을 미치려 할 때에 페이지뷰는 실제 정상적인 사용자에 의한 것이 아닐 수 있다는 점에서 그 유효성이 우려되고 있다.

## 같이 보기
- HTTP 쿠키
- 웹 트래픽
- 구글 트렌드